# Eugène Walaschek
Eugène «Genia» Walaschek (* 20. Juni 1916 in Moskau, Russisches Kaiserreich; † 22. März 2007) war ein Schweizer Fussballspieler.
Genia Walaschek wurde als Sohn eines Tschechen und einer Schweizerin in Moskau geboren. Mit seiner Familie kam er im Alter von zwei Jahren nach Genf. Er spielte für Servette Genf, Urania Genève Sport und BSC Young Boys Bern. In Anlehnung an Matthias Sindelar, den österreichischen Mittelfeldstar seiner Zeit, wurde Walaschek «Sans Papiers» genannt. 1937 debütierte er – zunächst noch als Staatenloser – beim 3:4 gegen Österreich in der Schweizer Fussballnationalmannschaft. In 26 Spielen lief er für die Schweiz auf. 1938 gehörte er zum Schweizer Nationalteam, das bei der Fussball-Weltmeisterschaft überzeugen konnte und in den Viertelfinal vordrang. Er gehörte zu jener Mannschaft, die das Wiederholungsspiel gegen Deutschland nach einem 0:2-Rückstand noch mit 4:2 gewann. Walaschek steuerte dabei den Anschlusstreffer zum 2:1 bei. Dieser Sieg sorgte für den endgültigen Durchbruch des Fussballs als Massensport in der Schweiz und machte die Spieler zu Nationalhelden. Sein letztes Spiel im Nationaltrikot machte er 1945 beim 1:0 gegen Frankreich.
Nach seiner aktiven Karriere begannen zwei weitere Karrieren in Walascheks Leben: Zum einen wurde er Ökonom in der Finanzverwaltung der Stadt Genf, zum anderen wurde er Trainer von Étoile La Chaux-de-Fonds. Bei seinem Tod war er der letzte noch lebende Vertreter des Schweizer Weltmeisterschaftsteams von 1938.
Auf seine Zeitgenossen übte Walaschek offenbar eine grosse Faszination aus. So ist er bis heute der einzige Schweizer Fussballspieler, dem ein Film – «Walascheks Traum» – gewidmet ist. Paul Klees Bild «Alpha bet I» hat ebenfalls Walaschek zum Thema. 1991 erschien bei Einaudi in Turin ein Roman von Giovanni Orelli über Walaschek und das Bild von Klee, «Il sogno di Walacek», deutsch 2008 im Limmat Verlag unter dem Titel «Walaceks Traum».